# Cosmopterix yvani
Cosmopterix yvani là một loài bướm đêm thuộc họ Cosmopterigidae. Loài này có ở quần đảo Galapagos.
Con trưởng thành được ghi nhận từ tuần cuối cùng tháng 3 đến tuần cuối tháng 5.